# 特穆塔拉干
特穆塔拉干是中世纪基辅罗斯公国，同时也是10世纪至11世纪控制着刻赤海峡的贸易城镇。该地曾经是古希腊人于公元前6世纪建立的殖民地赫莫那萨的所在地。现位于俄罗斯克拉斯诺达尔边疆区塔曼半岛。